# 米格尔·安赫尔·纳达尔
米格爾·安赫爾·納達爾·霍馬（西班牙语：Miguel Ángel Nadal Homar，1966年7月28日—），生于西班牙马洛卡，外号“巴萨魔兽”，已退役的西班牙足球運動員，当年他是西班牙國家隊的主力，可擔任中堅或防守中場，也曾出席多次世界大賽，包括1994年、1998年和2002年的世界盃及1996年歐洲國家盃。而且他也是当今西班牙網球天王巨星拉斐爾·拿度的叔叔。

## 生平

### 球會
拿度出身於西班牙外島球會馬略卡。1991年加入巴塞隆拿。甫加入就隨隊贏得歐冠盃。後來亦贏了數屆西甲聯賽冠軍。在巴塞羅那效力了八年，最後返回馬略卡養老。

### 國際賽
拿度曾62次代表西班牙國家足球隊，不過由於國家隊整体實力所限，他沒獲得任何獎項。
拿度在1996年歐洲國家盃在溫布萊球場對英格蘭射失十二碼，被大衛·施文救出。

## 家庭生活
他父母总共生了5个小孩（4子1女），而且他是龙凤胎。
他的大哥Sebstian的儿子是当今西班牙网球天王拉斐爾·拿度，另一个哥哥Toni则是Rafa的網球教練。

## 榮譽
效力巴塞隆拿：
- 5次 西甲冠軍：1991-1992, 1992-1993, 1993-1994, 1997-1998 及 1998-1999
- 1次 歐冠盃：1991-1992
- 1次 歐洲盃賽冠軍盃：1996-1997
- 2次 歐洲超級盃：1992-1993, 1997-1998
- 3次 西班牙超級盃：1991-1992, 1992-1993, 1994-1995
- 2次 西班牙國王盃：1996-1997 及 1997-1998

效力馬略卡：
- 1次 西班牙國王盃：2002-2003

## 外部連結
- 馬略卡 拿度檔案 （西班牙文）